# Kulanu
Kulanu (hebräisch כֻּלָּנוּ Kullanū, deutsch ‚Wir alle‘, Plene: כולנו; eigentlich 
כֻּלָּנוּ בְּרָאשׁוּת מֹשֶׁה כָּחְלוֹן Kullanū bəRaschūt Moscheh Kachlōn, deutsch ‚Wir alle unter Führung Mosche Kachlons‘) war eine Partei in Israel, die der politischen Mitte zugerechnet wurde. Ihr Fokus lag auf ökonomischen Fragen, etwa der Senkung der Lebenshaltungskosten, dem Verbraucherschutz und dem Ausbau des Sozialstaats für die israelische Mittelschicht. Die Partei wurde im November 2014 von Mosche Kachlon als Abspaltung des Likud gegründet; Ende Juli 2019 ging Kulanu erneut in den Likud auf.

## Geschichte
Der ehemalige Kommunikations- und Wohlfahrtsminister Mosche Kachlon gründete Kulanu im November 2014, nachdem er die Partei Likud verlassen hatte.

### Parlamentswahl 2015
Umfragen sagten einer gemeinsamen Wahlliste mit der Partei Jesch Atid 24 Sitze voraus, die damit stärkste Kraft noch vor dem Likud und der Arbeitspartei Avoda (die in der Umfrage auf jeweils 21 bekommen hatten) geworden wäre; jedoch schlossen dies sowohl Kachlon als auch Jaʾir Lapid, Parteivorsitzender von Jesch Atid, aus. Ministerpräsident Benjamin Netanjahu vom Likud bot Mosche Kachlon den Posten des Finanzministers an, falls er sich dem Likud wieder anschließen würde; dies lehnte er jedoch ab.
Bei der nationalen Parlamentswahl am 17. März 2015 erreichte Kulanu 10 Sitze. In den folgenden Wochen nahmen Netanjahus Likud, die Partei-Allianz Vereinigtes Thora-Judentum und Kulanu Koalitionsverhandlungen auf, die Ende April 2015 abgeschlossen wurden. Nachdem auch Schas und HaBajit haJehudi der Koalition beitraten, verfügte diese in der Knesset über eine knappe Mehrheit von 61 Sitzen. Mit genau dieser Mehrheit wurde die aus diesen Parteien gebildete Regierung am 14. Mai 2015 von der Knesset bestätigt. Kulanu stellte zwei Minister: Mosche Kachlon wurde Finanzminister, und Joʾav Galant übernahm das Bauministerium.

## Politische Positionen
Politisch stand Kulanu zwischen dem Likud und der Avoda. Das zentrale Anliegen der Partei war die Senkung der Lebenshaltungskosten in Israel. Dieses Ziel teilte sie mit der ebenfalls in der politischen Mitte angesiedelten Partei Jesch Atid. Zum Nahostkonflikt erklärte Mosche Kachlon vor der Parlamentswahl 2015, er sehe keine Möglichkeit, in absehbarer Zeit ein Friedensabkommen mit den Palästinensern zu erreichen, und bejahe den weiteren Bau von Siedlungen. Für israelisch-palästinensische Friedensverhandlungen habe Israel derzeit keinen Partner. Die Palästinenser müssten Israel als jüdischen Staat anerkennen, einem vereinten Jerusalem zustimmen, die Flüchtlingsthematik aufgeben und sich von der Vorstellung einer Rückkehr zu den Grenzen von 1967 verabschieden.
Bernard Reich und David H. Goldberg (2016) stufen die Partei in ihrem Historical Dictionary of Israel als zentristisch ein.